# オールド・ジャーマン・シェパード・ドッグ
オールド・ジャーマン・シェパード・ドッグ（英：Old German Shephrd Dog）は、ドイツ原産の希少な牧羊犬種である。
日本でも著名な同国原産のジャーマン・シェパード・ドッグの原種でもある。

## 歴史
ドイツでは昔から、牧羊と牧牛が出来る優秀な作業犬が存在していた。これが本種で、かつては能力重視のブリーディングが行われていたため、姿かたちには地域によって若干バリエーションがあった。外見の固定はどうあれ、優秀な能力を持っていたというのは折り紙つきであり、1800年代ごろにはオランダに取り寄せられてコースヘアード・ダッチ・シェパードの誕生に関わった。作出は大成功を収め、この後ダッチ・シェパードの短毛種と長毛種を作出するのにも借り出された。尚、作出の際はコースヘア種がワイアーヘア、短毛種がショートヘア、長毛種にはロングヘアの本種がそれぞれ使われた。牧羊犬・牧牛犬としてだけでなく、農家の番犬や、雑務を手伝うためレトリーバーとして働くこともあった。
1880年代後半になると、マックス・フォン・シュテファニッツという人物がドイツで優秀な軍用犬を作出することを計画し、各地の作業犬種の調査を行なった。この調査によって軍用犬としてより適していたオールド・ジャーマン・シェパード・ドッグが選択され、その計画を実行するための種犬・台雌として使用された。それによって繁殖と改良を加えて1899年に完成された犬種がジャーマン・シェパード・ドッグである。新生シェパードの誕生後、本種は犬種名に「原種の」といった旨を表す「オールド」という単語が冠せられ、現在の犬種名で呼ばれるようになった。この2犬種の区分ははじめ、ジャーマン・シェパードは軍用犬、オールド・ジャーマン・シェパードが能力重視で繁殖されてきた、ジャーマン・シェパードの枠（種としての犬種基準）に当てはまらない牧羊・牛犬種であることであると指定された。しかし、この「枠に当てはまらない」という大まかな区分が「規格外の犬」というようにも読み取れてしまい、本種の愛好家から厳しく非難された。そこで、現在両種の区分はジャーマン・シェパードが軍用犬（ここは変わっていない）、オールド・ジャーマン・シェパードがオリジナルの牧畜犬種という区分のみなし方をするように変更された。
1900年代頃は両種が共に同じ数ずつ存在していたが、2度の世界大戦や世界の動乱が起こったことを機に、両種の運命は大きく分かれてしまった。ジャーマン・シェパードは世界一優秀な軍用犬として世界的に人気を博し、原産国やヨーロッパだけでなく、日本をはじめとするアジア州にまで輸出された。又、繁殖が推薦され、多くの犬種が絶滅してゆく中でも全く難なく生き残ることが出来た。しかし、オールド・ジャーマン・シェパードは子孫とは対照的に、戦争の戦禍により牧畜が縮小（事実的にはほぼ中断）され、更に1頭の犬を飼うだけでも大変な負担となり、繁殖もかなり制限されて絶滅寸前になってしまった。
戦後には戦中ナチ党（ナチス党）と強い結ひつきを持っていたジャーマン・シェパードが世界的に嫌われるようになってしまい、ドイツに支配されていた国々ではジャーマン・シェパードの虐殺が相次いだ。オールド・ジャーマン・シェパードも同一視され、危うく虐殺の被害にあってしまいそうになったこともあった。しかし、愛好家は本種はもとより作業犬種であり、軍用犬として使役されたことが一度も無いと主張し、辺地などに隠したりなどして迅速な対応を行ったため、暴動が収まるまで本種は1頭の犠牲も出さずにすんだ。その後数十年の時が流れると世界的なジャーマン・シェパード排除運動は沈静化し、幾つかの国を除いて再び軍用犬や警察犬などとして飼育が行なわれるようになった。すると、本種も罪の無い偏見を受けることがなくなり、再び公の場で牧畜犬として働くことが出来るようになった。
とはいえ、現在でもオールド・ジャーマン・シェパードは希少化が進み、絶滅の危機にあることに変わりは無い。原産地ドイツでも、最も絶滅の危険性が高い犬種の一つとして指定されていて、保護・繁殖が推進されている。大半がドイツでのみ飼育されていて、他の国では見かけることは出来ない。FCIには公認登録されていない。
近年犬の品種の中でも原種の良さを見直すという運動が起こっていて、本種のことが初めて世界に注目されることとなった。それにより、本種により近い姿を再現しようという試みでシャイロ・シェパード（単にスペル読みでシーロー・シェパードともいう）という犬種が作出された。
尚、よく間違えられることではあるが、キング・シェパードはジャーマン・シェパードをもとにサイズを大きくした犬種、アメリカン・アルセイシアンはジャーマン・シェパードが軍用犬として作出された当時の姿を再現した犬種である。本種オールド・ジャーマン・シェパードはこれらとは違いもとから存在していた原種であり、言わば「元祖ジャーマン・シェパード」ともいえる存在であるため混同してはならない。

## 特徴
能力重視で繁殖されてきた犬種であるため、現在も容姿にはバリエーションが存在する。ジャーマン・シェパード・ドッグに外見が似るが、頭部の形や体型、筋肉のつき方やサイズなどで多くの点が異なっている。筋肉質の体格で、脚もやや太めである。背は平らで、首も太く頑丈である。マズルは先細りで長く、腰もしっかりしている。目は小さいが眼光は鋭くなく、瞳の色は通常ブラウンである。耳は立ち耳か半垂れ耳、尾はふさふさしていて、通常の垂れ尾かサーベル形の垂れ尾。コートはスムース、ショート、ロング、ラフの4タイプが存在するが、シャギー（むく毛）だけは犬種として許されない。毛色はジェット・ブラック、ブラック、ブルー、タン、ブラック・アンド・タンなどバリエーションがある。稀にホワイトの毛色のものも生まれるが、これは血統書が発行されない。体高55〜65cm、体重22〜40kgの大型犬で、性格は主人家族に忠実で従順、仕事熱心で知的である。又、羊と牛を誘導することができるということも犬種基準のひとつとして定められている。学習能力が非常に高く、しつけの飲み込みがとても早いので、訓練すれば非常に優秀な犬になることが出来る。とはいえ、ジャーマン・シェパードと同じく、しっかりとして訓練が行えなければそうすることが出来ない。状況判断力も優れ、いざという時には主人家族のことを命がけで守ろうとする。人懐こさもややあり、主人家族や家族の犬に対しては友好的に接する。家庭犬としてもかなり優秀な犬種ではあるが、運動量が非常に多く、仕事を与えないと暇になり、最悪の場合問題行動を起こすこともあるため、その点に注意して飼育する必要がある。かかりやすい病気は股関節形成不全、関節疾患、胃捻転などがある。